# إديث بوروز
إديث بوروز (بالإنجليزية: Edith Burroughs)‏ هي لاعبة البولنغ ‏ أمريكية، ولدت في 1939.